# Fageicera cubana
Fageicera cubana är en spindelart som beskrevs av Margareta Dumitrescu och C.Constantin Georgescu 1992. Fageicera cubana ingår i släktet Fageicera och familjen Ochyroceratidae.
Artens utbredningsområde är Kuba. Inga underarter finns listade i Catalogue of Life.